# Brett Gillespie
Brett Gillespie (ur. 14 lutego 1988 w Johannesburgu) – urodzony w Południowej Afryce australijski rugbysta grający na pozycji środkowego ataku, mistrz świata U-19 z 2006 roku.

## Kariera klubowa
Urodzony w Johannesburgu zawodnik przeprowadził się do Australii w wieku ośmiu lat.  Uczęszczał do Ipswich Grammar School, gdzie wraz z Danielem Linde występował w pierwszej drużynie, trenował także w Ipswich Rangers Rugby Union Club. W 2007 roku otrzymał sportowe wyróżnienie na University of Queensland.
Zadebiutował dla Queensland w 2006 roku w nieoficjalnym spotkaniu z japońskim klubem NEC Green Rockets, następnie już w barwach Reds wystąpił w trzech meczach zakończonej na finale kampanii Australian Provincial Championship, został też wybrany najlepszym juniorem w stanie. Pod koniec 2006 roku został przyjęty do Akademii Reds i spędził w niej trzy lata, występował także w zespole rezerw Reds. Pomiędzy sierpniem a październikiem 2007 roku zagrał w czterech spotkaniach zespołu Ballymore Tornadoes w jedynym rozegranym sezonie rozgrywek Australian Rugby Championship. W tym czasie na poziomie klubowym związany był z University of Queensland RFC. Przeszedł następnie do Brothers Rugby Club, dla którego rozegrał dziewiętnaście spotkań, w 2009 roku zwyciężając w rozgrywkach Queensland Premier Rugby.
Kolejny etap jego kariery miał miejsce w Japonii, gdzie w zespole Toyota Verblitz w dwóch sezonach zagrał w dziewięciu spotkaniach zdobywając jedno przyłożenie, występował też w turniejach rugby 7. Rzadko pojawiał się na boisku, w 2012 roku postanowił zatem odejść z klubu. W 2011 roku wyjechał z japońską kadrą A na serię spotkań do Nowej Zelandii.
Powróciwszy do Australii w sezonach 2012 i 2013 występował w drużynie West Brisbane Bulldogs – w pierwszym został wybrany najlepszym graczem formacji ataku, w drugim zaś najlepszym zawodnikiem zespołu. W 2013 roku pełnił rolę kapitana drużyny, otrzymał także Alec Evans Medal dla najlepszego zawodnika rozgrywek Queensland Premier Rugby. W czerwcu 2012 roku został wybrany do zespołu reprezentującego Brisbane na coroczny mecz z drużyną reszty stanu. W grudniu 2012 roku władze L’Aquila Rugby 1936 ogłosiły zakontraktowanie zawodnika, miesiąc później opublikowano informację, iż zawodnik nie przybędzie do Włoch.
W maju 2014 roku podpisał kontrakt z japońskim Hino Red Dolphins.

## Kariera reprezentacyjna
Był stypendystą ogólnokrajowego programu Australian Institute of Sport. W stanowych barwach wraz z Davidem Pocockiem, Quade’em Cooperem i Willem Genią zajął w 2004 roku trzecie miejsce w mistrzostwach kraju U-16, podczas nich otrzymał dodatkowo wyróżnienie dla najlepszego gracza zespołu. Rok później zajął natomiast drugą lokatę w kategorii U-18.
Pociągnęło to za sobą powołanie do kadry Australian Schoolboys, dla której w roli wicekapitana wystąpił we wszystkich sześciu testmeczach rozegranych w roku 2005 – trzech w kraju i trzech podczas tournée po Wyspach Brytyjskich. Zagrał także w towarzyskich spotkaniach pierwszego zespołu. Otrzymał dodatkowo wyróżnienie dla najbardziej zespołowego gracza tej drużyny.
Reprezentował stan także w zespole U-19. W 2006 roku został zaś powołany do narodowej kadry U-19, która następnie zwyciężyła w rozegranych w Dubaju mistrzostwach świata w tej kategorii wiekowej. Zagrał wówczas jako podstawowy środkowy ataku we wszystkich pięciu spotkaniach zdobywając trzy przyłożenia. Na tym turnieju znalazł się również rok później i w roli kapitana wystąpił w podstawowym składzie we wszystkich pięciu spotkaniach. Australijczykom nie udało się jednak obronić tytułu, zdobyli natomiast brązowe medale.